# Коюка-де-Каталан
Коюка-де-Каталан (исп. Coyuca de Catalán) — город в муниципалитете Коюка-де-Каталан Мексики, входит в штат Герреро. Население 7435 человек.